# شرکت صنایع آموزشی

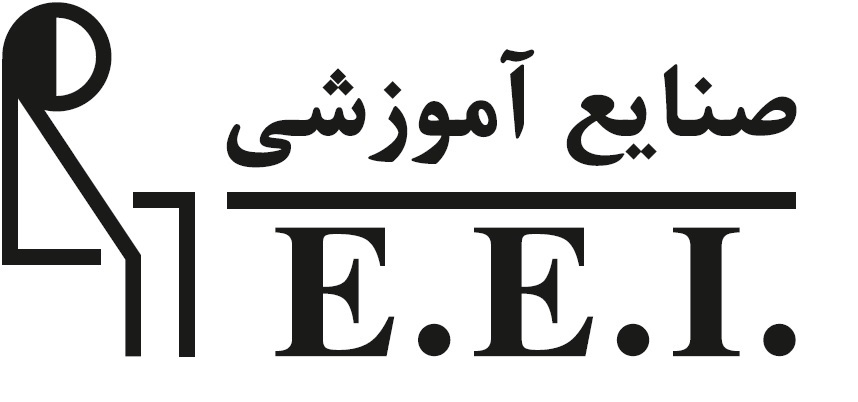
شرکت صنایع آموزشی

شرکت صنایع آموزشی در سال ۱۳۵۴ با نظر وزارت آموزش و پرورش و سازمان گسترش و نوسازی صنایع ایران تأسیس شد. این شرکت انواع تجهیزات آموزشی، کمک آموزشی، آزمایشگاهی و کارگاهی را برای دوره‌های پیش‌دبستانی تا دانشگاهی متناسب با شرایط زمان، تغییرات فناوری و محتوای کتاب‌های درسی طراحی و تولید می‌کند.

## امکانات
شرکت صنایع آموزشی تجهیزات آموزشی را در کارخانهٔ خود در چهارده سالن کارگاهی شامل کارگاه تراشکاری، کارگاه فلزکاری و پرس‌کاری، کارگاه درودگری، کارگاه نقاشی، کارگاه شیشه‌گری، کارگاه قالب‌سازی، کارگاه تزریق پلاستیک، کارگاه چاپ سیلک اسکرین، کارگاه مولاژ، کارگاه برق و الکترونیک، کارگاه تولید و مونتاژ مجموعه‌های آموزش خودرو، کارگاه تولید و مونتاژ مجموعه‌های فیزیک دانشگاهی، کارگاه صنایع شیمیایی و کارگاه بسته‌بندی مجموعه‌های آموزشی تولید می‌کند.

## فعالیت‌ها
به دلیل اهمیت اسباب‌بازی‌ها در آینده کودکان، این شرکت دپارتمانی در همین زمینه تشکیل داد و با ایجاد کمپین کودک، اسباب‌بازی، آینده به فعالیت ادامه داد. در همین زمینه، دولت نیز ایجاد اتاق اسباب‌بازی را در دستور کار خود قرار داد.